# Baintner Ferenc (orvos)
Baintner Ferenc (Liptóújvár, 1805 – Balassagyarmat, 1883. március 1.) orvos, táblabíró.

## Élete
Atyja Baintner Károly kamarai főorvos volt. A pesti egyetemen végezte tanulmányait és 1830-ban orvostudor lett. Ugyanazon évben mint Nógrád megye másodorvosa Losoncra, 1839-ben mint első tiszti főorvos Balassagyarmatra költözött. Gróf Keglevich Gábor főispán 1845. január 16-án Baintner Ferenc főorvost és gr. Forgách Ödönt kinevezte táblabírákká. 1880-ban a budapesti egyetem a jubiláris díszoklevéllel tisztelte meg, Ferenc József pedig királyi tanácsossá nevezte ki.

## Munkái
Dissertatio inaug. medica de praecipuis basibus vegetabilium salinis. Pestini, 1830.